# Christian Mencía
Mencía  Morales est un nom espagnol. Le premier nom de famille, en général paternel, est Mencía ; le second, en général maternel, souvent omis, est Morales.
Pour les articles homonymes, voir Mencia (homonymie).
Christian Mencía Morales, né le 11 février 1997 à Balaguer, est un coureur cycliste espagnol, membre de l'équipe Massi-Kuwait Project.

## Biographie
Lors de la saison 2013, Christian Mencía gagne en solitaire le Trofeo Ibercaja, une compétition réservée aux coureurs de catégorie cadet (15/16 ans). Alors encore coureur junior, il se distingue au cours de l'année 2015 à l'occasion du Trofeo Fiestas de Barbastro, une course comptant pour la Copa Criterium de Aragón, en s'imposant devant le coureur professionnel de Burgos BH Arnau Solé,.
Il intègre par la suite l'effectif de la l'équipe élite Compak-Campo Claro en 2016. Au mois d'avril 2017, il rejoint l'équipe continentale Massi-Kuwait Project. Il dispute sa première compétition sous ses nouvelles couleurs sur la Klasika Primavera, où il abandonne. En mai, il se rend en France pour participer au Tour de Gironde, qu'il conclut à la 46e place au classement général, après s'être classé 22e de la seconde et dernière étape. Durant l'été, il prend part à cinq épreuves professionnelles de l'UCI Europe Tour, le Grand Prix Jean-Pierre Monseré, le Midden Brabant-Poort Omloop, la Classique d'Ordizia, le Circuit de Getxo ainsi que le Grand Prix des Marbriers. Il est cependant contraint à l'abandon à chacune de ces courses.

## Palmarès
- 2013
  - Trofeo Ibercaja
- 2015
  - Trofeo Fiestas de Barbastro